# Apocephalus cyathus
Apocephalus cyathus är en tvåvingeart som beskrevs av Brown 2002. Apocephalus cyathus ingår i släktet Apocephalus och familjen puckelflugor.
Artens utbredningsområde är Nicaragua. Inga underarter finns listade i Catalogue of Life.